# 格里吉什克斯

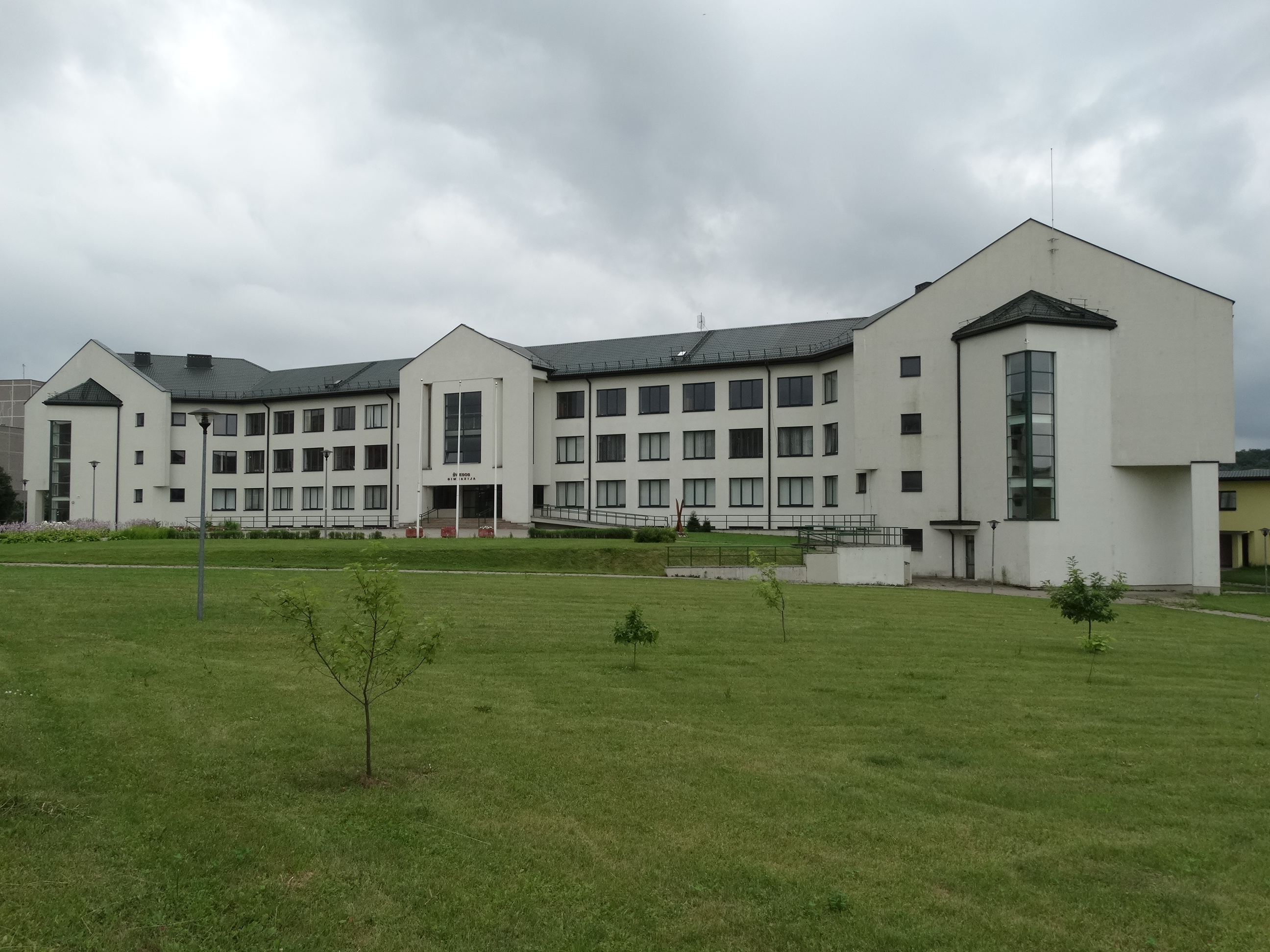
本地的高中

格里吉什凱斯是立陶宛维尔纽斯城市市镇内的城镇，为一工业城镇，城镇内的造纸厂建于1923年。位於該國東南部的内里斯河左岸，海拔高度90米，面積7.1平方公里，2011年人口11,128。

## 外部連結
1. Map of Grigiškės （页面存档备份，存于）